# Agathangjel (Çamçe)
Agathangjel (světským jménem: Vangjel Çamçe; 1877, Korçë – 1946) byl albánský duchovní Albánské pravoslavné církve a biskup korçëský.

## Život
Narodil se roku 1877 v Korçë. Studoval na řeckém gymnáziu v rodném městě.
Roku 1903 odešel do USA, kde stál aktivním členem Albánského národního hnutí.
Roku 1919 byl v New Yorku rukopoložen na jereje a dva roky sloužil albánským emigrantům. Přijal také mnišský postřih.
Roku 1921 se vrátil do Albánie, kde se od 10. do 17. září 1922 zúčastnil kongresu v Beratu. Na kongresu bylo rozhodnuto o autokefalitě albánské církve. Stejného roku byl povýšen na archimandritu.
Roku 1929 byl Svatým synodem Albánské pravoslavné církve zvolen biskupem beratským. Dne 11. února 1929 proběhla jeho biskupská chirotonie. Hlavním světitelem byl arcibiskup Visarion (Xhuvani). Poté byli vysvěcení další biskupové. Konstantinopolský patriarchát autokefalitu církve a svěcení biskupů neuznal. Konstantinopolský patriarchát odňal práva a hodnosti duchovním, kteří se v procesu autokefality a svěcení angažovali.
Po jednání s Konstantinopolským patriarchátem, bylo rozhodnuto o udělení autokefality za jeho podmínek. Dne 12. dubna 1937 uznal biskup Agathangjela v hodnosti biskupa beratského, vlorského a kaninëckého.
V lednu 1942 byl z katedry sesazen italskými okupačními orgány.
Roku 1945 byl se souhlasem komunistických úřadu zvolen biskupem korçëským. Konstantinopolský patriarchát tuto volbu neuznal, jelikož sesazení z předchozího úřadu bylo ze strany vlády.